# Byrrhus pilula
Byrrhus pilula — вид жуків родини піґулочників (Byrrhidae).

## Поширення
Вид поширений у Палеарктиці від Ірландії та Іспанії до Японії. У Північній Америці трапляється на Північній території Канади.

## Опис
Тіло коротке, товсте, коричневе з рядами темно- і світло-коричневих плям на надкрилах. Довжина тіла від 6,7 до 9,3 мм.

## Спосіб життя

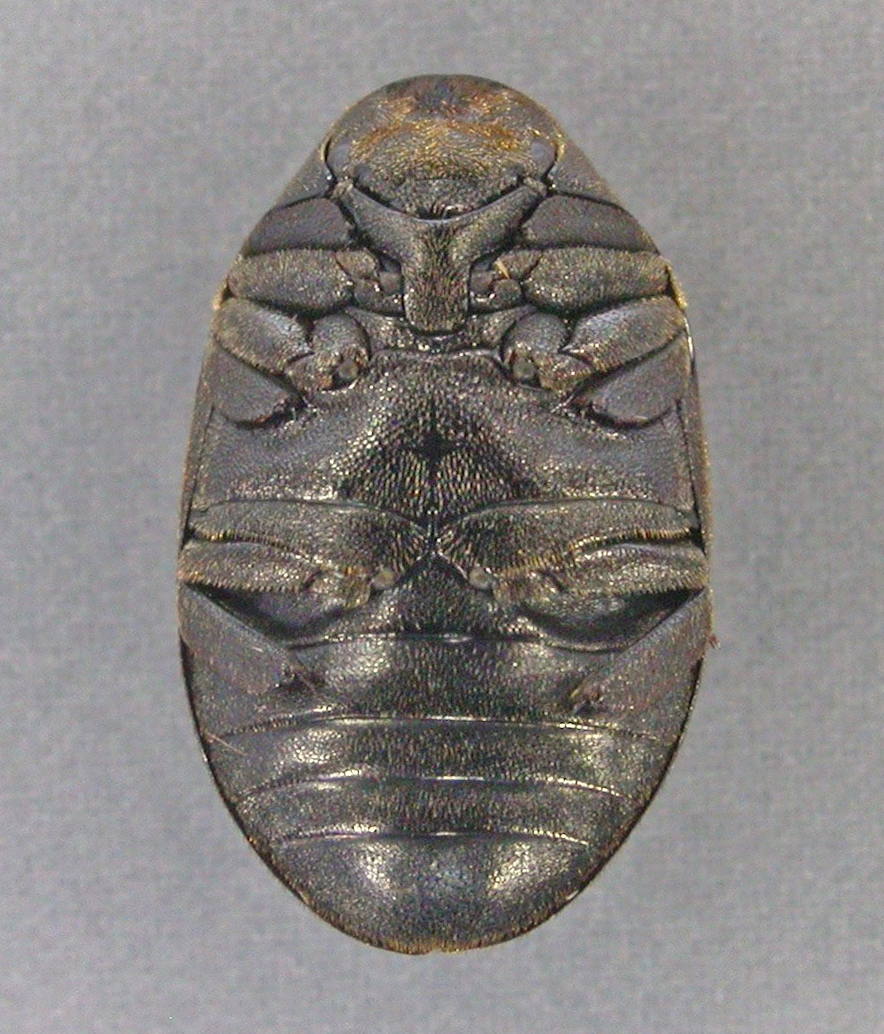

При небезпеці жук ховає всі свої кінцівки в борозенки на черевній частині тіла, симулюючи смерть. Як личинки, так і дорослі особини харчуються мохом, водоростями та печіночниками. Мешкає на болотах, у верескових заростях, на узбережжі водойм. Переховується під колодами та камінням, а також біля коріння рослин на вологих, піщаних або кам'янистих ґрунтах.